# Baía de Vlorë
A Baía de Vlorë ou baía de Vlora é uma baía localizada no sudoeste da Albânia, no Mar Adriático. A cidade de Vlorë (Vlora) tem vista para esta baía. É limitada a sul e sudoeste pela península de Karaburun.
Estende-se por 16 km de norte a sul e 8 km de leste a oeste. A ilha de Sazan controla todo o conjunto e a passagem para o Mar Adriático, daí o seu nome de "Sentinela de Vlora" ou que o historiador Petrit Nathanaili da Universidade de Tirana chama num artigo "A Porta do Adriático". Na verdade, este último parece ser o lugar estratégico para controlar o Estreito de Otranto.